# Treasure (musikalbum)
Treasure är Hayley Westenras tredje internationella album som hon släppte den 26 februari 2007 på skivbolaget Universal Records. Albumet innehåller arior samt irländska och nyzeeländska folksånger.

## Låtlista
1. "Let Me Lie" - 5:06
2. "Le Notte del Silenzio" - 4:21
3. "Santa Lucia" - 2:10
4. "Shenandoah" - 3:21
5. "Whispering Hope" - 2:02
6. "Summer Rain" - 3:58
7. "Danny Boy" - 3:42
8. "One Fine Day" - 	3:30
9. "The Heart Worships" - 3:16
10. "E Pari Ra" - 3:12
11. "Sonny" - 3:12
12. "Summer Fly" - 3:39
13. "Melancholy Interlude" - 1:38
14. "Bist du bei mir" - 2:56
15. "Abide with Me" - 3:34